# يوركشاير تيرير
يوركشاير تيرير, (بالإنجليزية Yorkshire_Terrier ) المعروف أيضًا باسم يوركي, هو سلالة بريطانية من الكلاب المصغرة من نوع تيرير. يُعتبر من أصغر التيرير وأصغر السلالات في جميع سلالات الكلاب، حيث لا يتجاوز وزنه 
. نشأ في القرن التاسع عشر في مقاطعة يوركشاير، التي سُمي على اسمها. الفرو بني على الرأس ورمادي داكن على الجسم؛ ولا يُقبل أي لون آخر من قبل نادي الكلاب البريطاني أو الفيدرالية الكلب الدولية.fci2
هو كلب مرح ونشيط، وعادة ما يُحتفظ به ككلب رفيق. ساهم في تطوير سلالات أخرى بما في ذلك تيرير حريري، وأيضًا في الكلاب المهجنة مثل يوركيبو.

## التاريخ

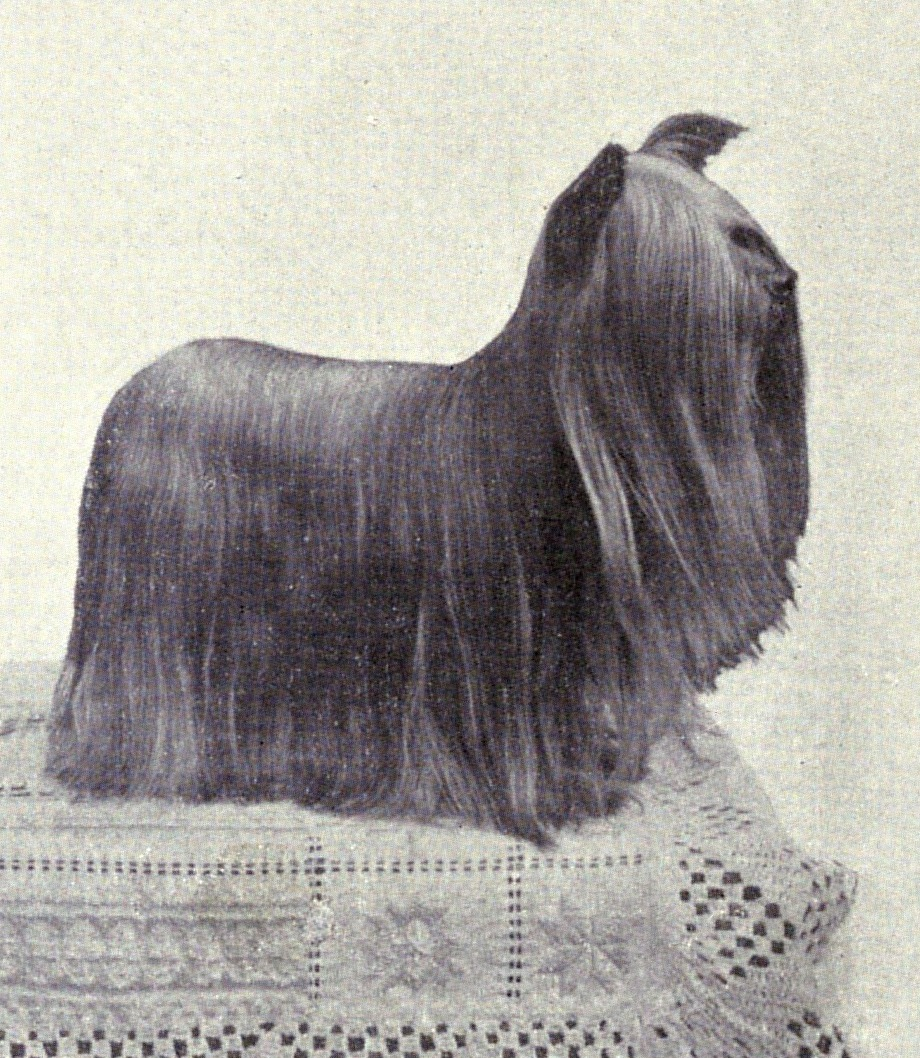
كلب يوركشاير تيرير من عام 1915

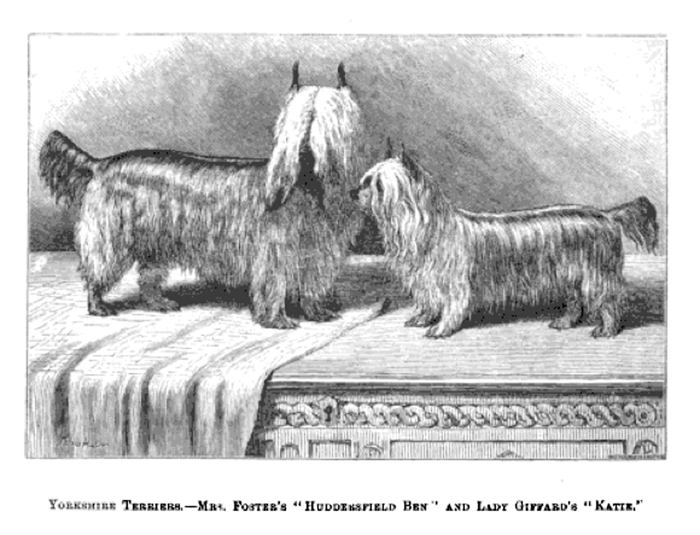
كلب يوركشاير تيرير - "هديرسفيلد بن" الخاص بالسيدة فוסטר و"كايتي" الخاصة بالسيدة جيفارد (ق. 1870)

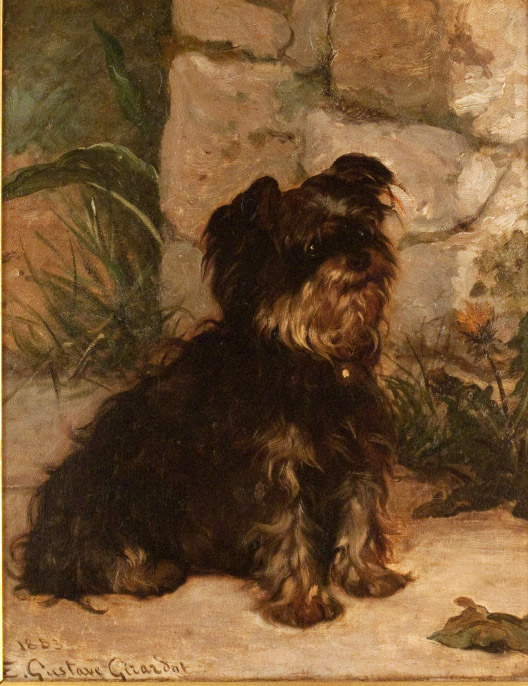
لوحة من القرن التاسع عشر تصور كلب تيرير يشبه اليوركشاير بواسطة إرنست غوستاف جيرارديه

نشأ يوركشاير تيرير في يوركشاير. في منتصف القرن التاسع عشر، جاء عمال من اسكتلندا إلى يوركشاير بحثًا عن عمل، وجلبوا معهم عدة أنواع من تيرير. تم "تربية يوركشاير تيرير بصورة رئيسية من قبل الناس – معظمهم من العمال في مصانع القطن والصوف – في مقاطعات يوركشاير ولانكشاير." في القرن التاسع عشر، رغب عمال المناجم في تطوير كلب تيرير للصيد، فقاموا بتربية تيرير الأسود والبني مع تيريرات بايسلي وكلايدزدايل.
التفاصيل نادرة. تُنقل عن السيدة أ. فוסטר قولها في عام 1886,
تعود أصول السلالة إلى كلبين متميزين، ذكر يدعى "أولد كراب"، وأنثى تدعى "كيتى"، وأنثى أخرى لم يُعرف اسمها. كان تيرير بايسلي، نسخة أصغر من تيرير سكاي التي تم تربيتها للحصول على فرو طويل حريري جميل، جزءًا من الكلاب المبكرة. اعتقد بعض الخبراء أنه تم استخدام الكلب المالطي أيضًا. "كانت جميعها في الأصل من سلالات تيرير الاسكتلندية (أي الكلاب من اسكتلندا، وليس تيرير اسكتلندي اليوم) وعرضت كما كانت، وتم إعطاؤها اسم يوركشاير تيرير بسبب التحسين الكبير الذي لحق بها في يوركشاير."
تم عرض يوركشاير تيرير في تصنيف عرض الكلاب (فئة) في ذلك الوقت الذي كان يسمى "تيريرات خشنة ومكسورة، تيريرات اسكتلندية ويوركشاير ذات الشعر المكسور". كتب هيو دالزيل في عام 1878، أن "تصنيف هذه الكلاب في العروض وفي سجل نادي الكلاب مربك وسخيف" حيث تم دمج هذه الأنواع المختلفة. في الأيام الأولى للسلالة، "كان يُقبل ويُعجب بأي شيء في شكل تيرير ذو فرو طويل مع لون أزرق على الجسم ورأس وأرجل بلون بني أو فضي، مع ذيل قص وآذان مصففة، ككلب يوركشاير تيرير". ولكن في أواخر الستينات من القرن التاسع عشر، كان هناك كلب يوركشاير من نوع بايسلي يُعرف باسم هديرسفيلد بن، الذي كانت تملكه امرأة تعيش في يوركشاير، ماري آن فוסטר، وقد تم رؤيته في عروض الكلاب في جميع أنحاء بريطانيا الكبرى، وحدد نوع السلالة لليوركشاير تيرير.

### هديرسفيلد بن
كان هديرسفيلد بن يوركشاير تيرير، تم رسم بورتريه له بواسطة جورج إيرل وفي عام 1891 كتب أحد الخبراء في السلالة، "كان هديرسفيلد بن أفضل كلب تربية من سلالته خلال حياته، وأحد أكثر الكلاب تميزًا من أي سلالة حيوانات أليفة عاشت في أي وقت مضى؛ ومعظم العينات المعروضة اليوم تحتوي على واحد أو أكثر من نسل دمه في شجرتها النسبية." كان هديرسفيلد بن فائزًا في العروض، ومن خلال جراءه، ساعد في تحديد سلالة يوركشاير تيرير. لا يزال يُشار إليه باسم "أب السلالة".

### في أمريكا الشمالية
تم تقديم يوركشاير تيرير في أمريكا الشمالية في عام 1872 وتم تسجيل أول يوركشاير تيرير في نادي الكلاب الأمريكي (AKC) في عام 1885. خلال العصر الفيكتوري، كان يوركشاير تيرير حيوانًا أليفًا شائعًا، و كلب عرض في إنجلترا، ومع احتضان الأمريكيين للعادات الفيكتورية، احتضنوا أيضًا يوركشاير تيرير. انخفضت شعبية السلالة في الأربعينيات، عندما انخفضت نسبة الكلاب الصغيرة المسجلة إلى أدنى مستوى لها على الإطلاق وهو 18% من إجمالي التسجيلات. يُنسب الفضل إلى سموكي، وهو يوركشاير تيرير وكلب مشهور من الحرب العالمية الثانية، في بدء تجديد الاهتمام بالسلالة. قام AKC بتصنيف يوركشاير تيرير كالسلالة السادسة الأكثر شعبية في الولايات المتحدة في عامي 2012 و2013.

## الفرو
بالنسبة ليوركشاير تيرير البالغ، يولي نادي الكلاب الأمريكي أهمية كبيرة على لون الفرو، الجودة، والملمس. وفقًا لـ نادي الكلاب البريطاني (المملكة المتحدة)، يجب أن يكون الشعر لامعًا، ناعمًا، مستقيمًا، وحريريًا. تقليديًا، يُنمى الفرو طويلًا جدًا ويُفصل في وسط الظهر، لكن "يجب ألا يعيق الحركة أبدًا". يمكن استخدام شعر يوركشاير تيرير لتحديد محتوى المعادن في جسم الكلب.
من مؤخرة الرقبة إلى قاعدة الذيل، يجب أن يكون الفرو بلون رمادي داكن إلى أسود، ويجب أن يكون الفرو على الذيل أسود أغمق. على الرأس، والصدر العالي، والساقين، يجب أن يكون الشعر بلون بني غني زاهي، داكن عند الجذور مقارنة بالوسط، ويتدرج إلى لون بني أفتح عند الأطراف، ولكن ليس لكل الكلاب. أيضًا، في الكلاب البالغة يجب ألا يكون هناك شعر أسود مختلط مع أي من الفرو بلون بني. يعتبر الفرو الناعم، المستقيم، والحريري هيبوالرجينيك.

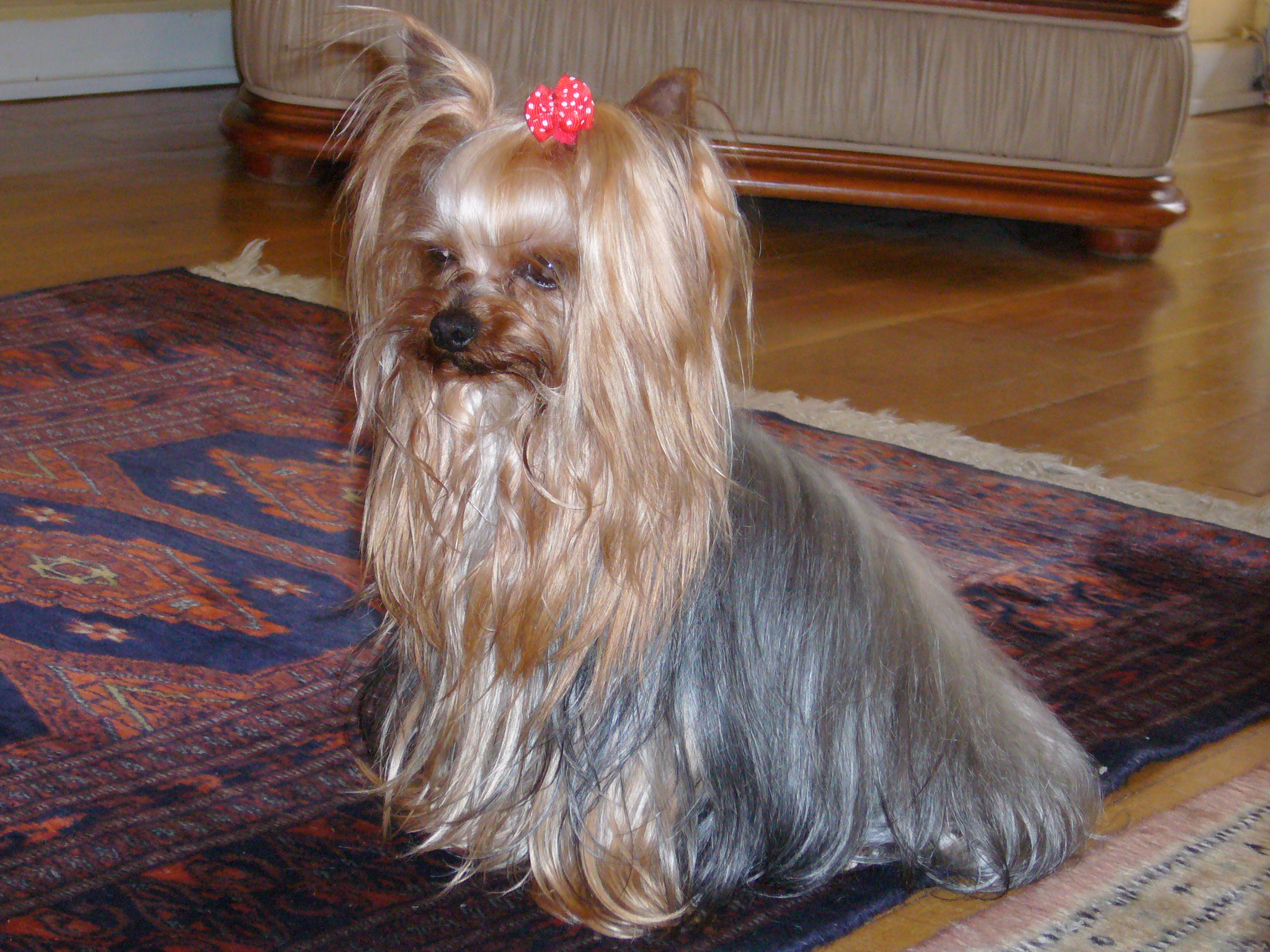
يوركشاير تيرير بلون فضي-أزرق وكريمي فاتح، مع شعر طويل مميز
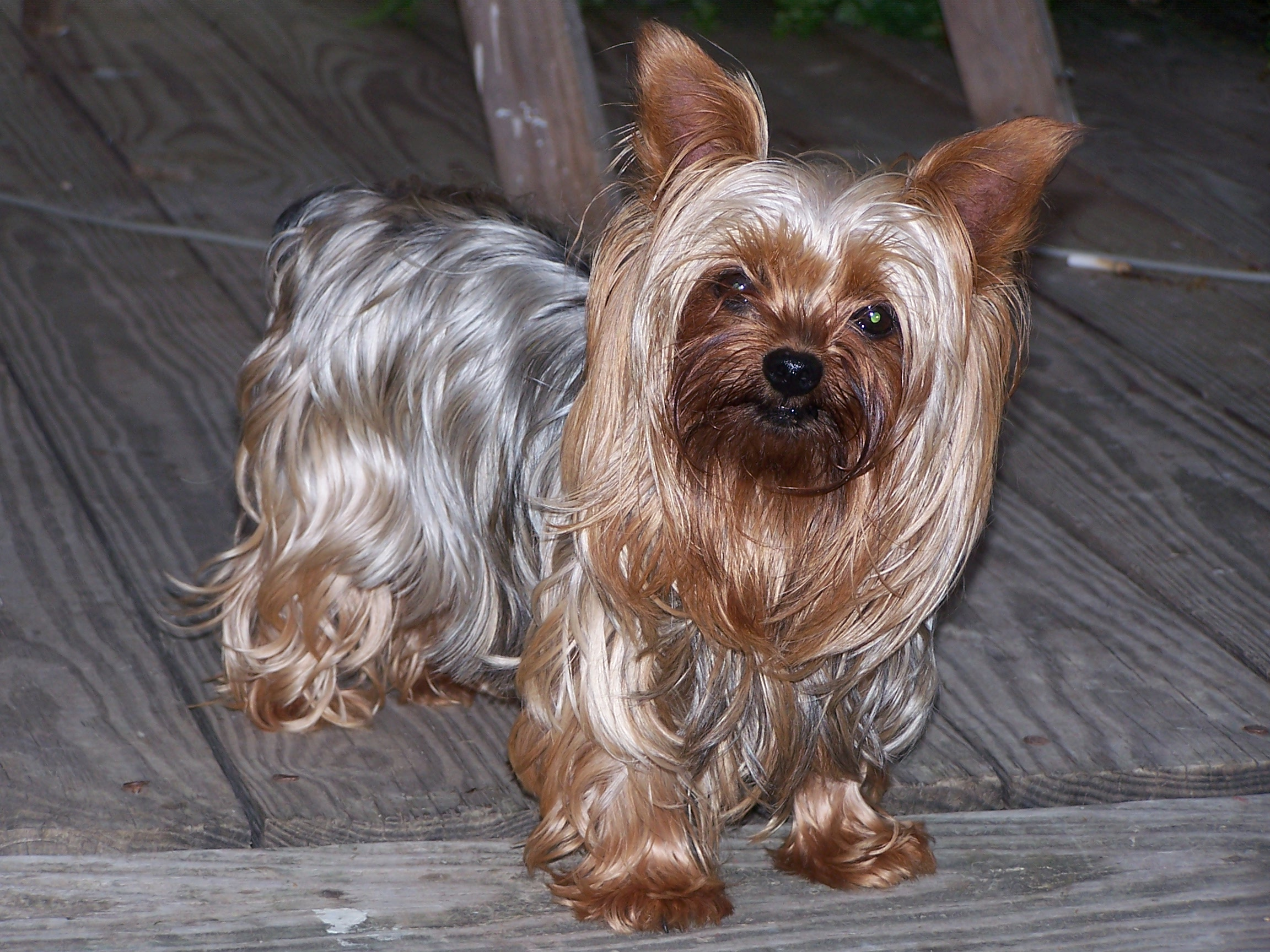
يوركشاير تيرير بلون فضي-أزرق وكريمي فاتح.
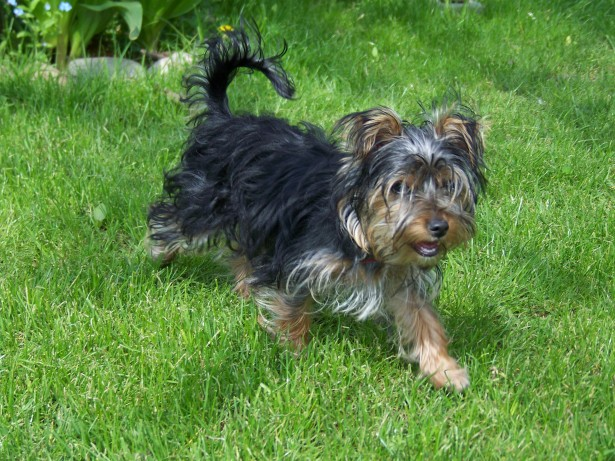
يوركشاير تيرير بفرو داكن
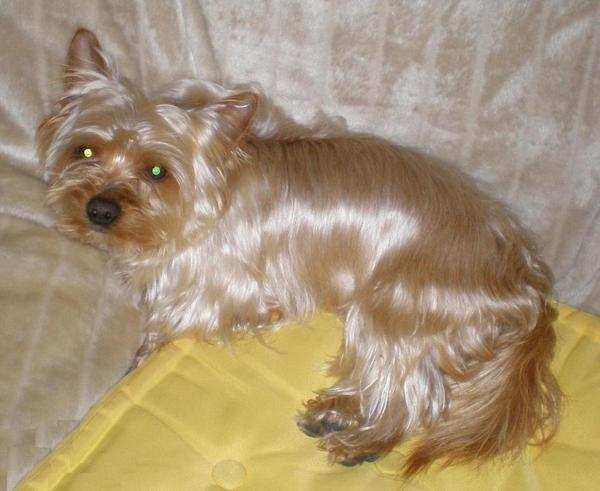
يوركشاير تيرير ذهبي، تم الحكم عليه كخطيئة في تربية يوركشاير العادية. السرج مفقود بسبب الجين المتنحي للون الأحمر في موضع الامتداد (انظر وراثة فرو الكلب).

يوركشاير تيرير البالغين الذين يتجاوز لون فروهم المعايير، أو الذين لديهم فرو صوفي أو ناعم جدًا، لا يزالون يُعتبرون يوركشاير تيرير. الاختلاف الوحيد هو أنه لا يُوصى بتربية يوركشاير تيرير غير النمطية عمدًا. بالإضافة إلى ذلك، قد تكون الرعاية أكثر صعوبة بالنسبة للفرو "الصوفي" أو "القطني"، أو الفرو الذي يكون ناعمًا جدًا. قد يختلف لون الفرو. على سبيل المثال، قد يكون لدى يوركي ناضج لون فضي-أزرق مع بني فاتح، بينما قد يكون لدى آخر لون أسود وكريمي.
يتطلب الفرو الطويل على يوركشاير تيرير فرشاة منتظمة.

### الفرو المضاد للحساسية
تم إدراج فرو يوركشاير تيرير الناعم، المستقيم، والحريري من قبل العديد من مواقع المعلومات الشعبية حول الكلاب كفرو مضاد للحساسية. مقارنة بالعديد من السلالات الأخرى، لا تتساقط شعر اليوركيات بنفس الدرجة، حيث تفقد كميات صغيرة عند الاستحمام أو التمشيط. عادةً ما تثير قشور الكلب ولعابه ردود فعل تحسسية. يقر أخصائيو الحساسية أنه في بعض الأحيان يمكن لمريض حساسية معين تحمل كلب معين، لكنهم يتفقون على أن "حظ القلة مع حيواناتهم الأليفة لا يمكن تطبيقه على جميع الأشخاص المصابين بالحساسية وعلى جميع سلالات الكلاب." يُقال إن فرو يوركشاير تيرير يتساقط فقط عند التمشيط أو عند التكسير، أو يُقال إنه لا يتساقط. على الرغم من أن أي من تلك التصريحات لا تتوافق مع ما يعرفه علماء الأحياء، والأطباء البيطريين، وأخصائيو الحساسية حول فرو الكلاب، يعتقد أخصائيو الحساسية "أن هناك حقاً اختلافات في إنتاج البروتين بين الكلاب قد تساعد مريضاً واحداً ولا تساعد آخر".

### ألوان أخرى
يوركشاير تيرير هو كلب بلون بني مع سرج أزرق. توجد ألوان متعددة، على الرغم من أنها ليست صحيحة وفقًا لمعيار السلالة. الفرو الملون جزئيًا هو أبيض مع أزرق-أسود وبني. اللون الأبيض ناتج عن جين البيبالد المتنحي. من النادر جدًا الحصول على لون جزئي، وإذا تم العثور عليه، يميل إلى أن يكون مكلفًا جدًا. بعض يوركشاير تيرير يكون بلون ذهبي صلب، حيث ينتجون فقط فيوميلانين، بينما الآخرون بلون كبد أو شوكولاتة، وهو لون بني؛ حيث ينتجون ميلانين بني بدلاً من الميلانين الأسود. يحدد المعيار بوضوح ألوان الفرو المحددة، وقد تشير الألوان غير القياسية إلى تربية مختلطة مع سلالات أخرى أو في حالات نادرة حتى مشاكل صحية. يسمح نموذج تسجيل AKC ليوركشاير تيرير بأربعة خيارات: الأزرق والبني، الأزرق والذهبي، الأسود والبني، الأسود والذهبي. لن يؤثر اللون وحده على ما إذا كان الكلب رفيقًا جيدًا وحيوانًا أليفًا. على الرغم من أن يوركشاير تيرير غير الملون تُعلن بأسعار مرتفعة، إلا أن كونها بلون غير عادي أو غير نمطي يُعتبر أنه ليس جديدًا أو مرغوبًا أو غريبًا.
لا ينبغي أن يتم تزاوج يوركشاير تيرير غير المتطابقة مع بروير تيرير، وهي سلالة جديدة نشأت في ألمانيا. على الرغم من أن AKC لن ينكر تسجيل يوركشاير تيرير بسبب اللون فقط، مما يعني أن الألوان الجزئية الآن يمكن تسجيلها مع AKC، فإن نادي يوركشاير تيرير في أمريكا لديه توجيه ينص على أن "أي لون صلب أو مجموعة من الألوان غير الأسود والبني" للكلاب البالغة هو إقصاء، و "يجب إقصاء الكلاب ذات اللون الصلب، أو التركيب غير المعتاد من الألوان، والألوان الجزئية."

### فرو الجراء

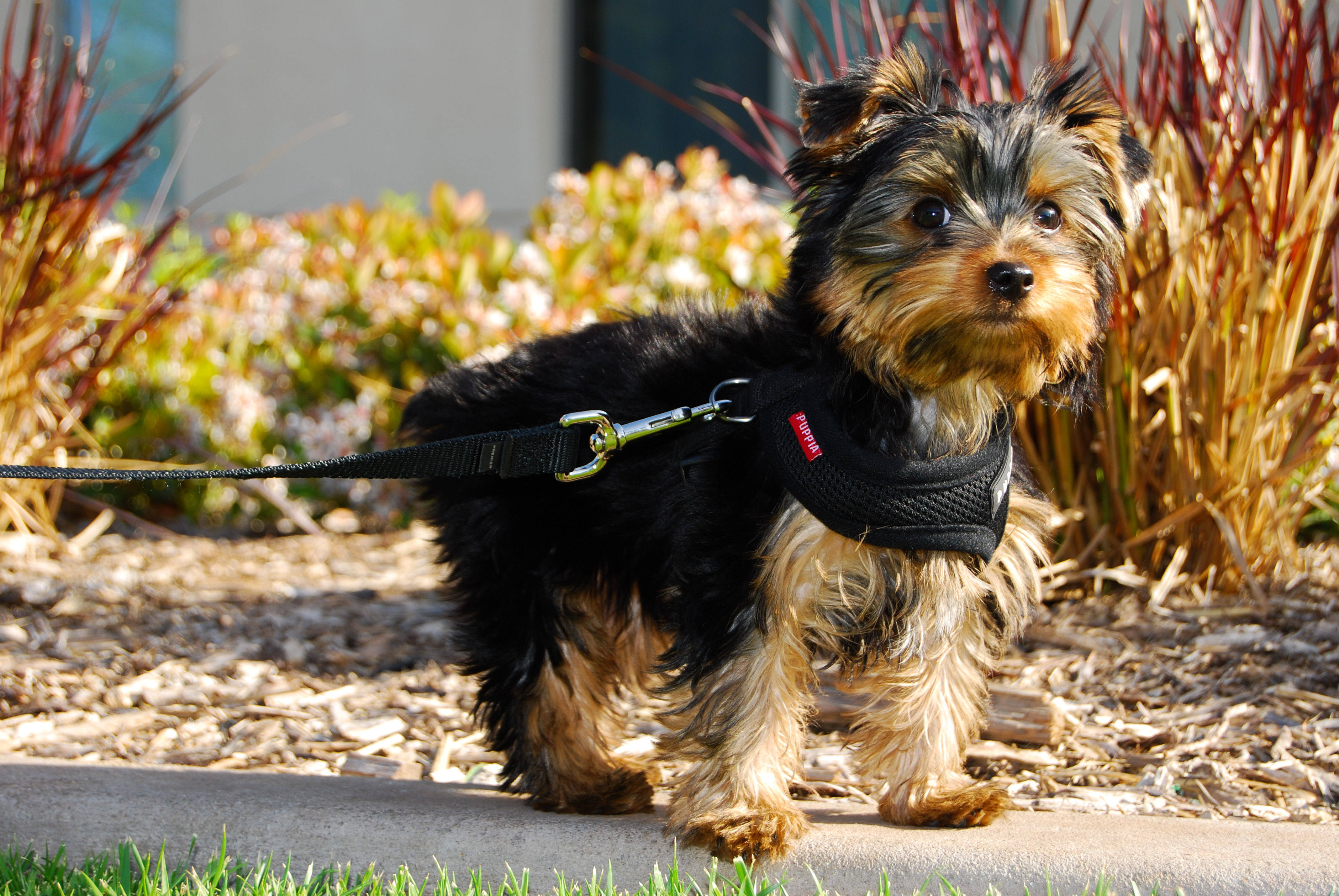
جير يوركشاير تيرير، يظهر فرو بلون أسود وبني

قد يستغرق الأمر ثلاث سنوات أو أكثر حتى يصل الفرو إلى لونه النهائي. عادةً ما يكون اللون النهائي أسود أو رمادي. كتب بي. إتش. كومبس في عام 1891، يشكو من انتصارات العرض التي مُنحت للجراء، عندما لا يظهر فرو الكلب بالكامل حتى عمر ثلاث أو أربع سنوات، "ويمكن أن يكون شرف الفوز بمثل هذه الجائزة (لجراء) ذا فائدة عملية قليلة للمالك" حيث لا يمكن التنبؤ بدقة بلون الكلب البالغ.

### رعاية الفرو
يمكن للمالكين تقصير الشعر لتسهيل الرعاية. بالنسبة للعروض، يُترك الفرو طويلاً، ويمكن تقصيره إلى طول الأرض لتسهيل الحركة والمظهر المرتب. كما يمكن تقصير الشعر على الأقدام ونصائح الأذنين. يتطلب الفرو الطويل التقليدي عناية عالية جداً. قد يتشابك الفرو إذا لم يتم تمشيطه يوميًا (فرشاة شعيرات للفرو القصير والمقصوص وفرشاة دبابيس للفرو الطويل). لمنع تكسر الفرو، يمكن لفه بورق الأرز، ورق الأنسجة أو البلاستيك، بعد زيت خفيف مع زيت فرو. يجب غسل الزيت مرة في الشهر ويجب تثبيت الأغطية بشكل دوري خلال الأسبوع لمنع انزلاقها وكسر الشعر. يعود الاهتمام بعناية الفرو المعقدة إلى الأيام الأولى للسلالة. في عام 1878، وصف جون والش إعدادات مشابهة: يتم "دهن الفرو جيدًا" بزيت جوز الهند، ويتم استحمام الكلب أسبوعيًا، ويتم "الاعتناء جيدًا بأقدام الكلب في الجوارب".

## الشخصية

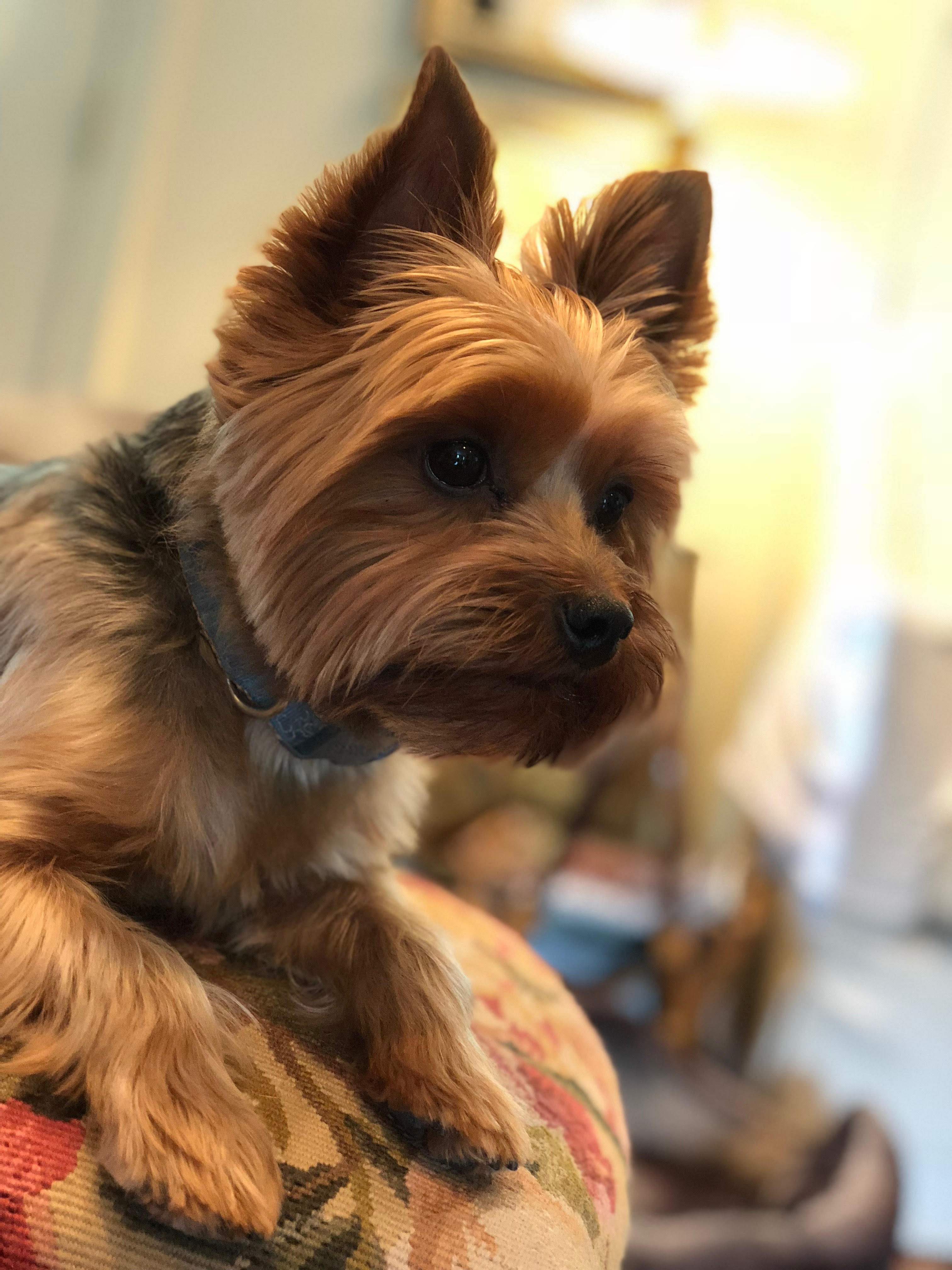
تُوصف شخصية يوركشاير تيرير بأنها "تنقل جواً مهماً". وفقًا للمعايير، يجب أن يعطي ارتفاع رأس الكلب وثقته مظهرًا من الحيوية والأهمية الذاتية.

تُوصف شخصية يوركشاير تيرير المثالية أو "طبيعتها" من قبل نادي الكلاب بأنها "تحمل مستقيم للغاية مما ينقل جواً مهماً".
تحتل يوركشاير تيرير المرتبة 34 في تصنيف ستانلي كورين في كتابه ذكاء الكلاب.

## الصحة
تشمل المشكلات الصحية التي غالبًا ما تُرى في يوركشاير تيرير التهاب الشعب الهوائية، توسع الأوعية اللمفاوية، الناسور البابي، إعتام عدسة العين، والتهاب القرنية الجاف. بالإضافة إلى ذلك، غالبًا ما يكون لدى اليوركيات نظام هضمي حساس، حيث يمكن أن يؤدي القيء أو الإسهال إلى تناول الأطعمة خارج النظام الغذائي المعتاد. الحجم الصغير نسبيًا ليوركشاير تيرير يعني أنه عادة ما يكون لديه تحمل ضعيف لـ التخدير. بالإضافة إلى ذلك، من المرجح أن يتعرض كلب صغير مثل اليوركي للإصابات بسبب السقوط، أو الكلاب الأخرى، أو عدم انتباه المالك.
يمتلك يوركشاير تيرير متوسط عمر متوقع أعلى من المتوسط. وجدت دراسة أجريت في المملكة المتحدة عام 2013 على سجلات المرضى أن السلالة لديها متوسط عمر متوقع يبلغ 13 عامًا، وهو أعلى من المتوسط. وجدت دراسة مماثلة في المملكة المتحدة عام 2022 أن متوسط عمر السلالة هو 12.5 عامًا. وجدت دراسة أجريت في المملكة المتحدة عام 2024 عمرًا متوقعًا يبلغ 13.3 عامًا لهذه السلالة مقارنة بمتوسط 12.7 للكلاب النقية و12 للكلاب المختلطة. وقد وجدت دراسة في اليابان استنادًا إلى بيانات مقابر الحيوانات الأليفة متوسط عمر متوقع يبلغ 14.3 عامًا، وهو أعلى من متوسط العمر المتوقع. وجدت دراسة إيطالية في عام 2024 عمرًا متوقعًا يبلغ 13 عامًا لهذه السلالة مقارنة بـ 10 سنوات بشكل عام.
الصلع الناتج عن تخفيف اللون، وهو شكل من الصلع مرتبط بألوان المعطف الزرقاء، شائع في يوركشاير تيرير.

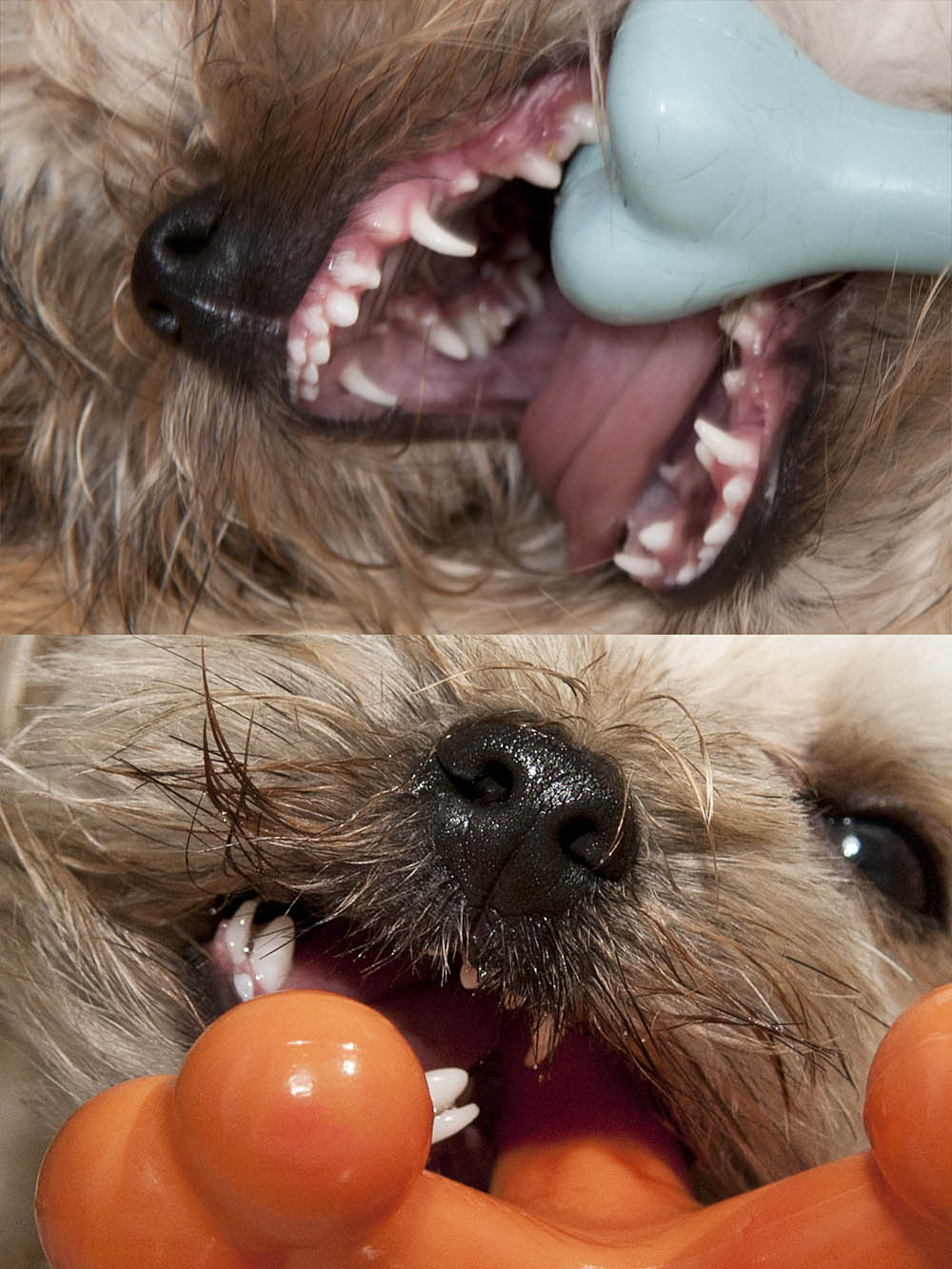
جرو مorkie (نصف مالطي، نصف يوركشاير تيرير) مع أسنانه المؤقتة وأسنان البالغين في مرحلة النمو

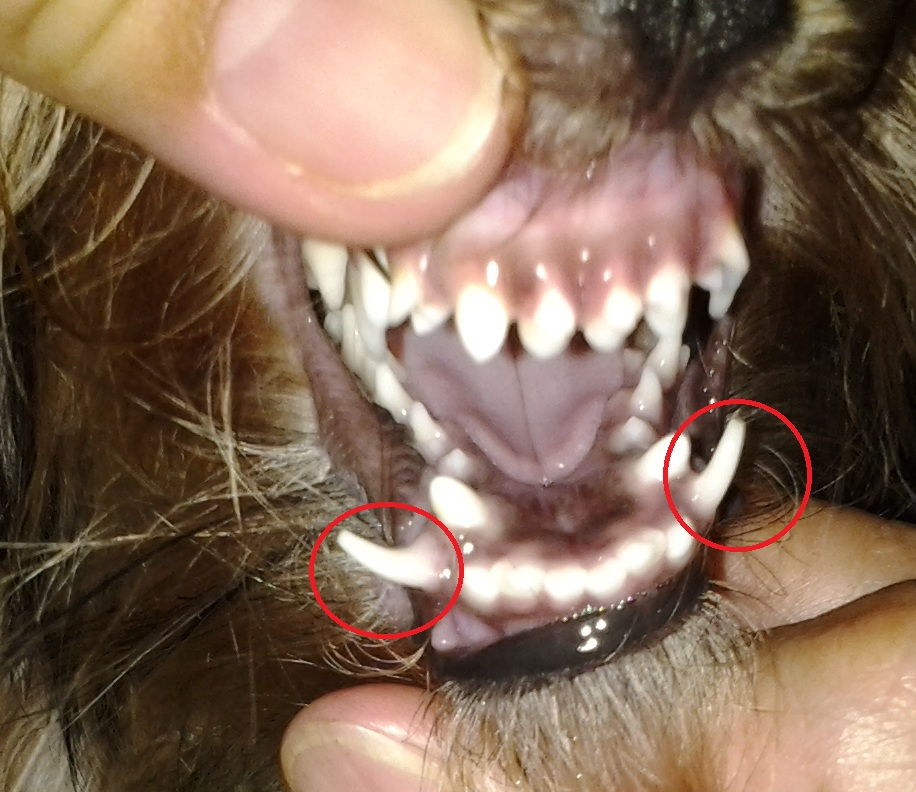
أسنان يوركشاير تيرير المؤقتة أو أسنان الأطفال المحتفظ بها

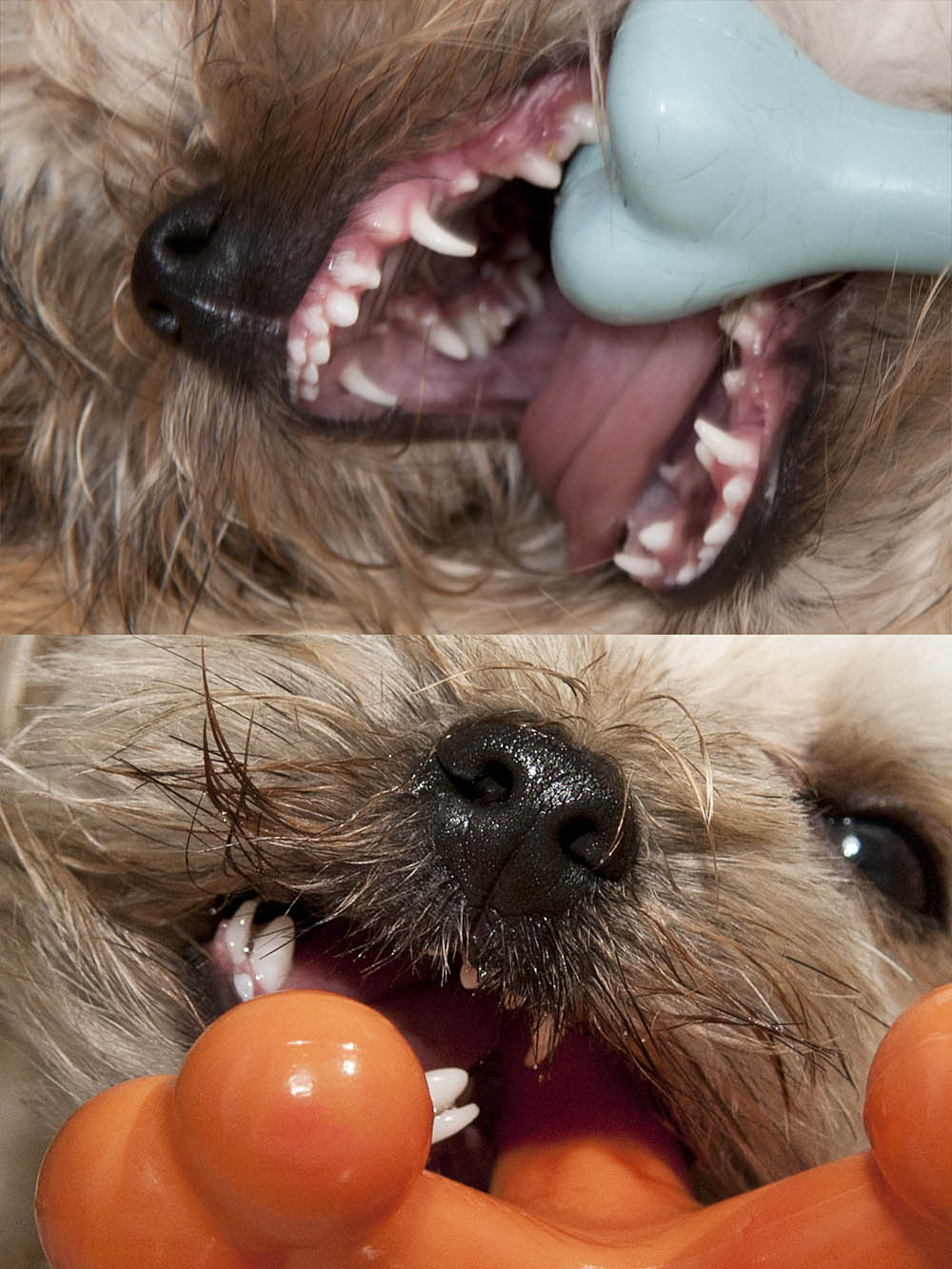
جرو مorkie (نصف مالطي، نصف يوركشاير تيرير) مع أسنانه المؤقتة وأسنان البالغين في مرحلة النمو

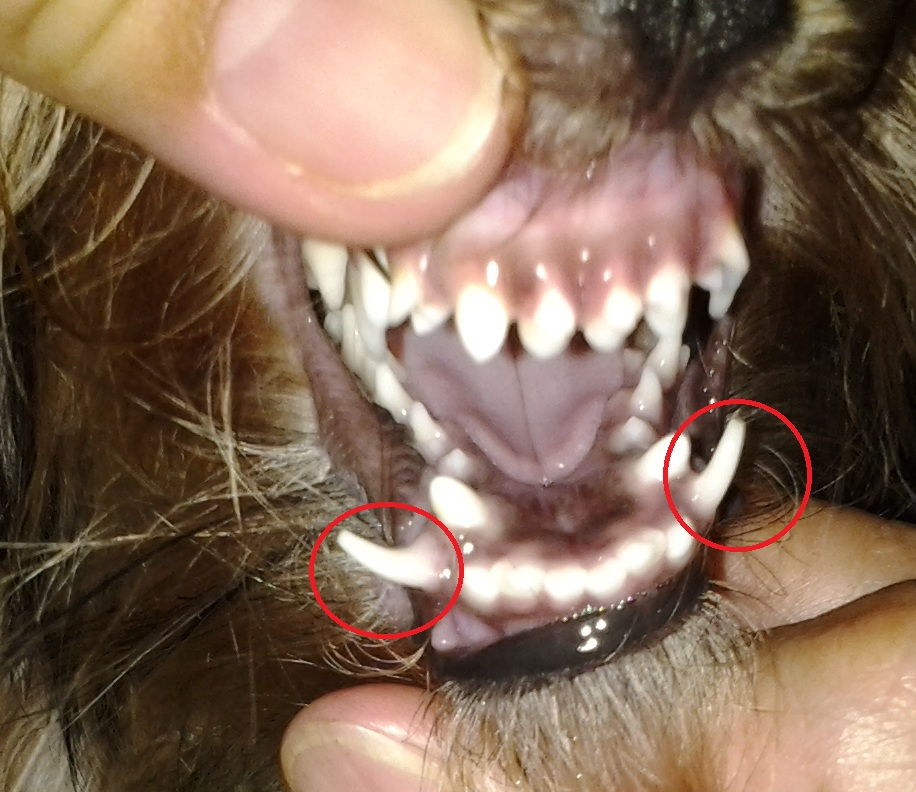
أسنان يوركشاير تيرير المؤقتة أو أسنان الأطفال المحتفظ بها

تشمل الحالات الصحية التي يمكن العثور عليها في يوركشاير تيرير الدوائر الدموية، استسقاء الرأس، نقص تنسج الأسنان، متلازمة ليغ-كالب-بيرثيس، خلع الرضفة، الناسور البابي، تشوه الشبكية، وحصوات المثانة. تشمل الحالات الصحية الأخرى التي تؤثر على السلالة:
تشمل المشكلات الصحية التي غالبًا ما تُرى في يوركشاير تيرير التهاب الشعب الهوائية، توسع الأوعية اللمفاوية، الناسور البابي، إعتام عدسة العين، والتهاب القرنية الجاف. بالإضافة إلى ذلك، غالبًا ما يكون لدى اليوركيات نظام هضمي حساس، حيث يمكن أن يؤدي القيء أو الإسهال إلى تناول الأطعمة خارج النظام الغذائي المعتاد. الحجم الصغير نسبيًا ليوركشاير تيرير يعني أنه عادة ما يكون لديه تحمل ضعيف لـ التخدير. بالإضافة إلى ذلك، من المرجح أن يتعرض كلب صغير مثل اليوركي للإصابات بسبب السقوط، أو الكلاب الأخرى، أو عدم انتباه المالك.
يمتلك يوركشاير تيرير متوسط عمر متوقع أعلى من المتوسط. وجدت دراسة أجريت في المملكة المتحدة عام 2013 على سجلات المرضى أن السلالة لديها متوسط عمر متوقع يبلغ 13 عامًا، وهو أعلى من المتوسط. وجدت دراسة مماثلة في المملكة المتحدة عام 2022 أن متوسط عمر السلالة هو 12.5 عامًا. وجدت دراسة أجريت في المملكة المتحدة عام 2024 عمرًا متوقعًا يبلغ 13.3 عامًا لهذه السلالة مقارنة بمتوسط 12.7 للكلاب النقية و12 للكلاب المختلطة. وقد وجدت دراسة في اليابان استنادًا إلى بيانات مقابر الحيوانات الأليفة متوسط عمر متوقع يبلغ 14.3 عامًا، وهو أعلى من متوسط العمر المتوقع. وجدت دراسة إيطالية في عام 2024 عمرًا متوقعًا يبلغ 13 عامًا لهذه السلالة مقارنة بـ 10 سنوات بشكل عام.
الصلع الناتج عن تخفيف اللون، وهو شكل من الصلع مرتبط بألوان المعطف الزرقاء، شائع في يوركشاير تيرير.
تشمل الحالات الصحية التي يمكن العثور عليها في يوركشاير تيرير الدوائر الدموية، استسقاء الرأس، نقص تنسج الأسنان، متلازمة ليغ-كالب-بيرثيس، خلع الرضفة، الناسور البابي، تشوه الشبكية، وحصوات المثانة. تشمل الحالات الصحية الأخرى التي تؤثر على السلالة:

### نقص سكر الدم
يعتبر انخفاض سكر الدم في الجراء، أو نقص سكر الدم المؤقت في مرحلة الشباب، ناتجًا عن الصيام (فترة طويلة جدًا بين الوجبات). في حالات نادرة، قد يستمر نقص سكر الدم ليكون مشكلة في اليوركيات البالغة، وخاصةً تلك الصغيرة جدًا. وغالبًا ما يُرى في جراء اليوركي في سن 5 إلى 16 أسبوعًا. الجراء الصغيرة جدًا من اليوركي هي الأكثر عرضة لنقص سكر الدم بسبب نقص الكتلة العضلية مما يجعل من الصعب تخزين الجلوكوز وتنظيم مستويات السكر في الدم. يمكن أن تؤدي عوامل مثل الضغط، التعب، البيئة الباردة، التغذية السيئة، وتغيير النظام الغذائي أو جدول التغذية إلى حدوث نقص سكر الدم. كما يمكن أن يكون انخفاض سكر الدم نتيجة عدوى بكتيرية، طفيل أو الناسور الكبدي البابي. يتسبب نقص سكر الدم في أن يصبح الجرو نعسانًا، بدون حيوية (عينيه زجاجيتين)، مرتعشًا، وفي حالة هجوم نقص سكر الدم، عادة ما تكون لثته شاحبة أو رمادية. قد لا يأكل الجرو أيضًا إلا إذا تم تغذيته بالقوة. يبدو أن نقص سكر الدم والجفاف يسيران جنبًا إلى جنب، وقد يكون من الضروري أيضًا إطعامه بالقوة أو حقن السوائل. بالإضافة إلى ذلك، قد يكون لدى اليوركي الذي يعاني من نقص سكر الدم درجة حرارة جسدية أقل من الطبيعية، وفي الحالات الشديدة، قد يتعرض لنوبة أو يدخل في غيبوبة. يجب إعطاء الكلب الذي تظهر عليه أعراض سكر الدم السكر على شكل شراب الذرة أو Nutri-Cal ويجب علاجه بواسطة طبيب بيطري على الفور، حيث أن الهجمات المستمرة أو المتكررة من نقص سكر الدم يمكن أن تلحق الضرر بشكل دائم بدماغ الكلب. في الحالات الشديدة، قد تكون مميتة.
يُعتبر يوركشاير تيرير من السلالات الأكثر تأثرًا بـ التنكس التدريجي للعصيات والمخاريط. ويُعزى السبب في ذلك إلى طفرة متنحية صبغية في جين PRCD.

### قص وتقصير
تقليديًا، يتم قص ذيل يوركشاير تيرير إلى طول متوسط. بدأت المعارضة لهذه الممارسة مبكرًا جدًا في تاريخ السلالة؛ حيث أعلن هيو دالزيل، الذي كتب عن يوركشاير تيرير في عام 1878، أنه "لا يوجد سبب لتشويه الكلاب الأليفة، ويجب أن تُربى الأذان والذيل المثاليين، وليس تقطيعها بالشكل بالمقص." لا يزال نادي AKC ونادي كندا للكلاب يتطلبان أن يتم قص ذيل اليوركي للمنافسة في فعالياتهم. وقد اعتمدت الغالبية العظمى من بقية العالم قاعدة "لا قص/لا تقصير".[بحاجة لمصدر]

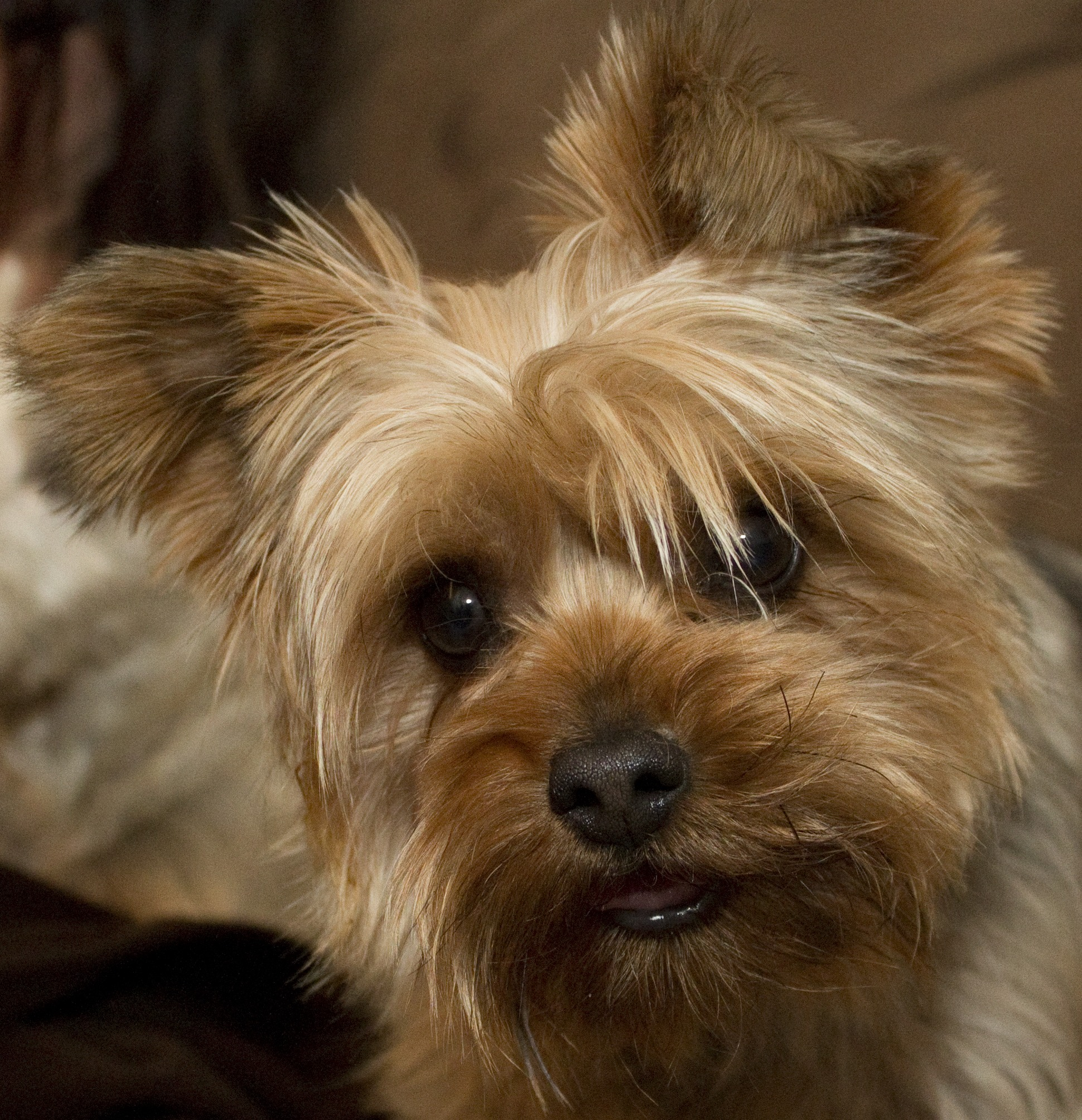
يوركشاير تيرير، مقصوص
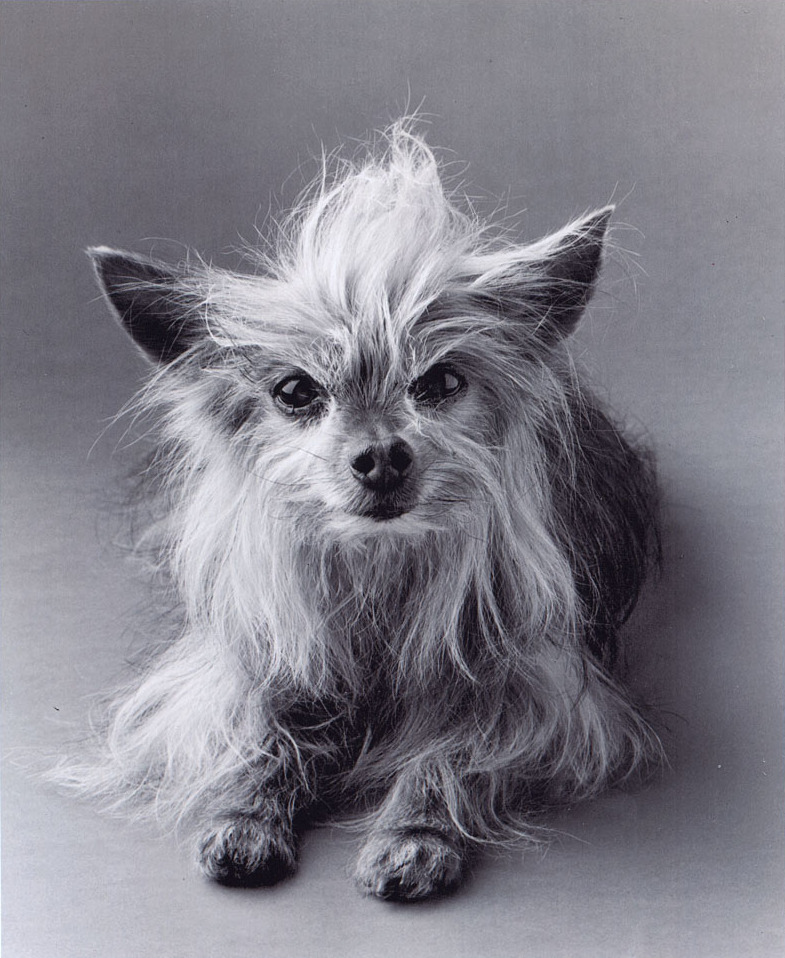
يوركشاير تيرير بحاجة إلى تمشيط
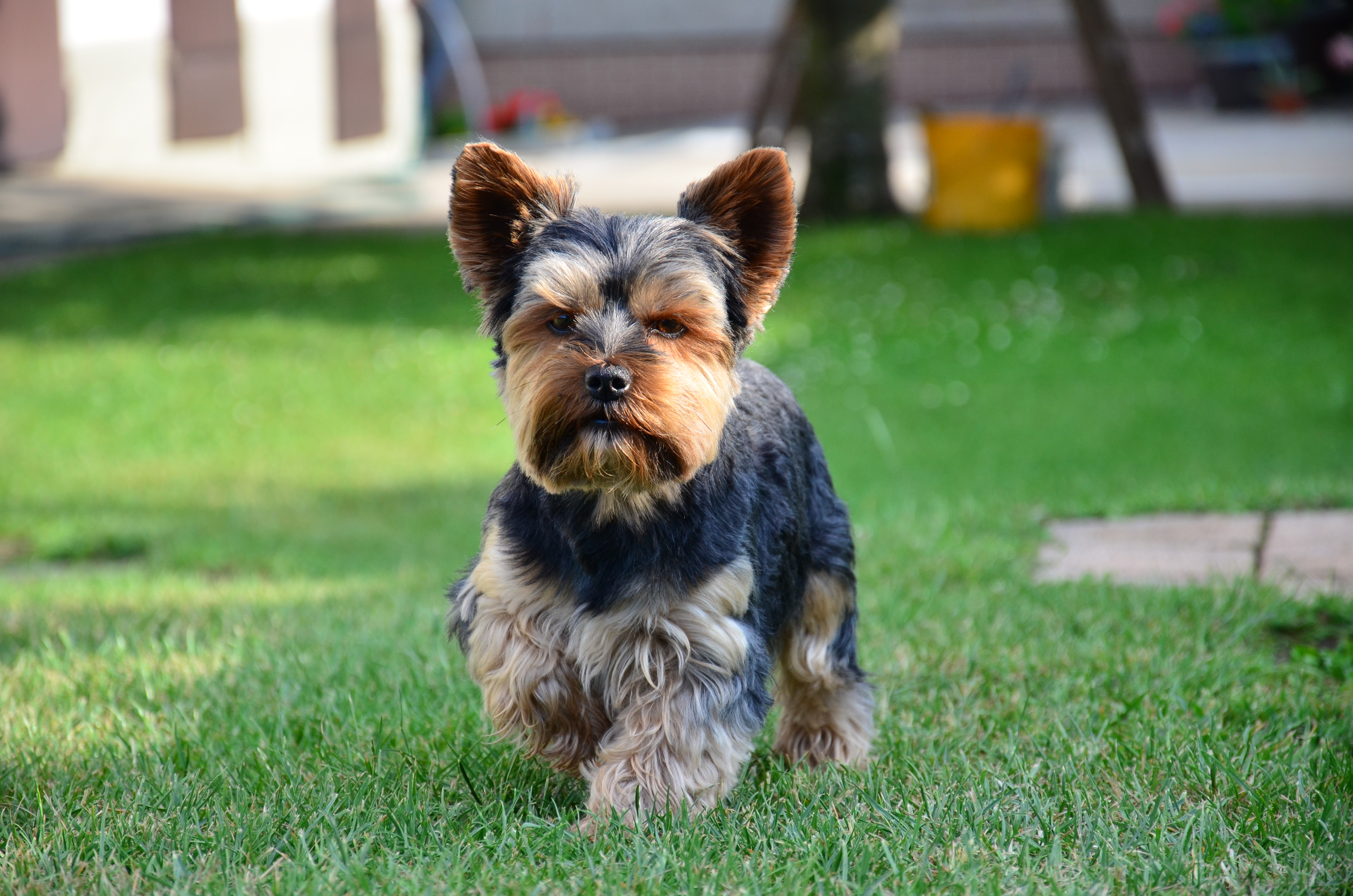
يوركشاير تيرير بمعطف داكن
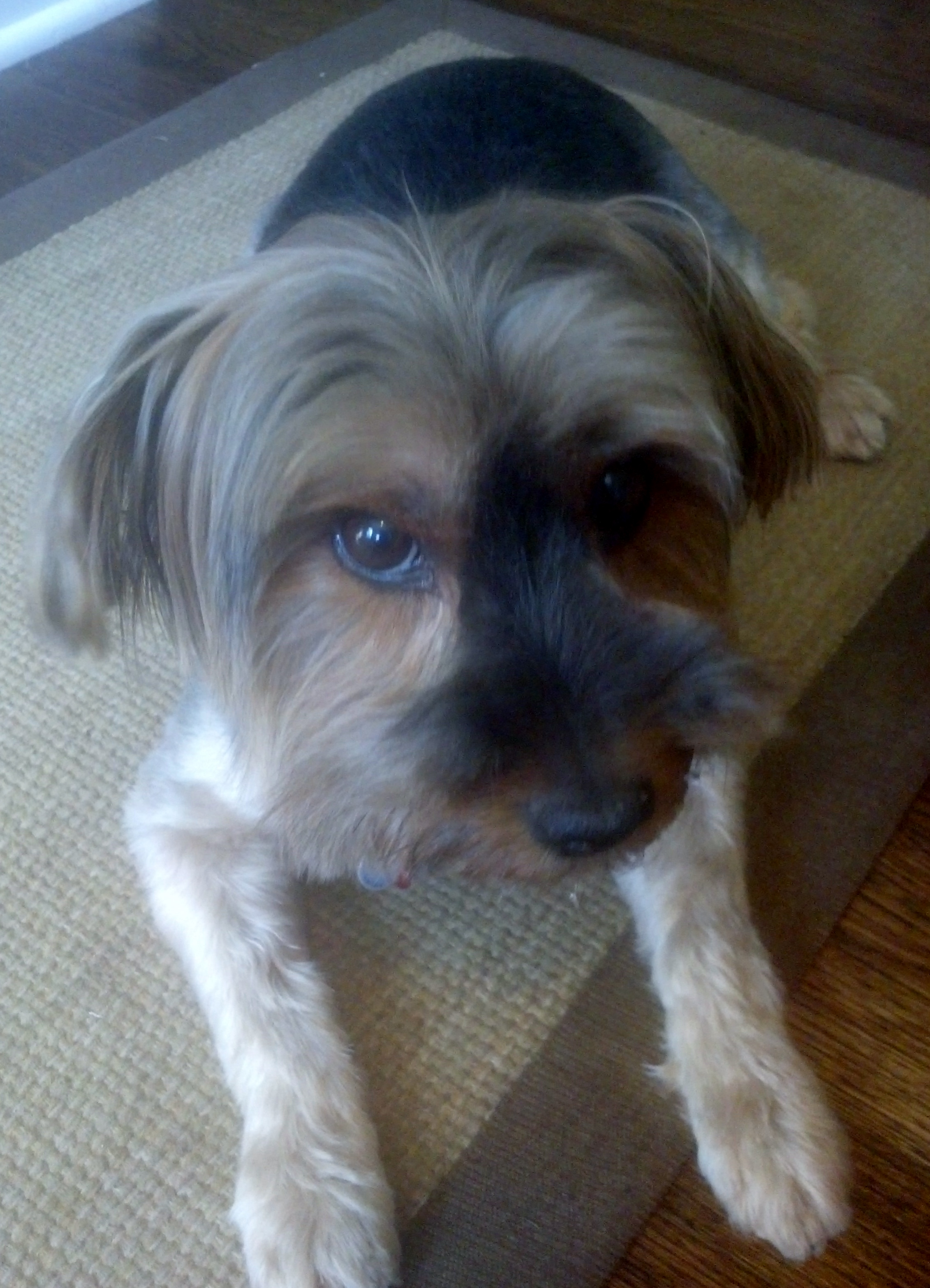
يوركشاير تيرير بأذان متدلية
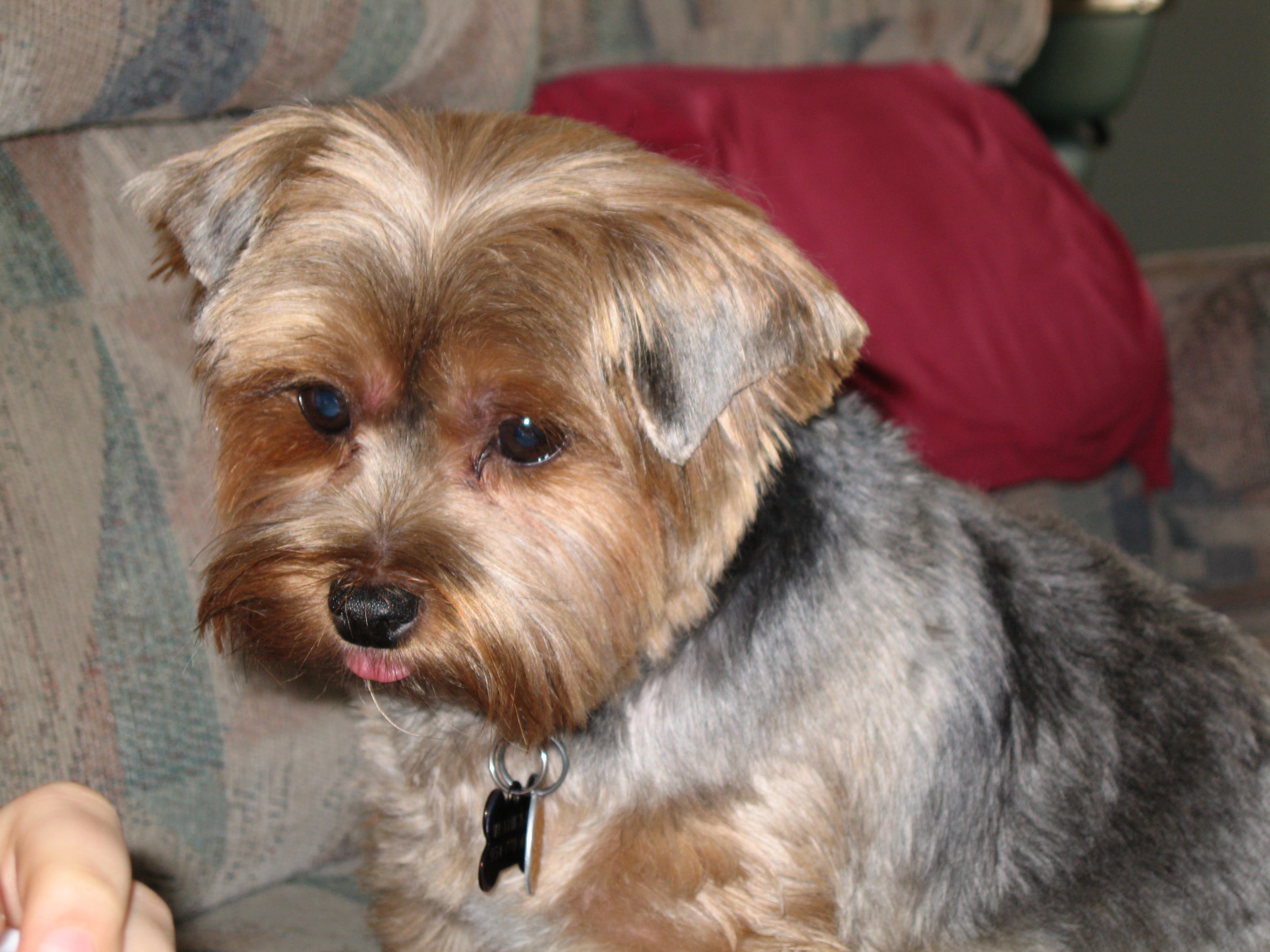
وفقًا للمعيار، يجب أن تكون الأذان صغيرة، على شكل V، مرفوعة، ومثبتة ليست بعيدة جدًا عن بعضها البعض. إذا لم يكن هذا هو الحال، يجب عدم استخدام الكلب للتربية
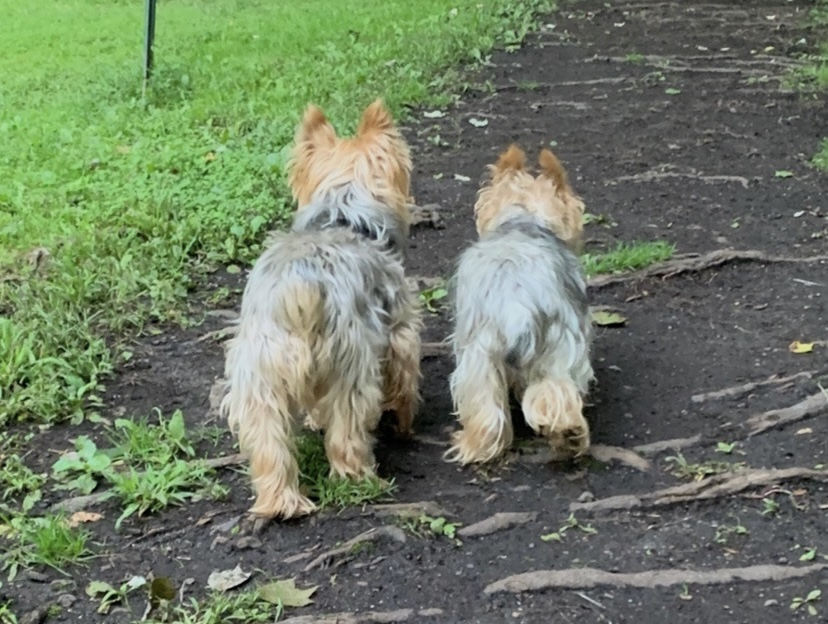
يوركشاير تيريرين بشعر قصير من الخلف

## السلالات ذات الصلة والسلالات المشتقة
تنحدر سلالة يوركشاير تيرير من سلالات اسكتلندية أكبر ولكن مشابهة، مثل تيرير سكاي وتيرير بايسلي المنقرض الآن. في المقابل، تم إنشاء سلالات أخرى من يوركشاير تيرير، مثل تيرير سيلكي. أدى الطلب على الحيوانات الأليفة غير العادية إلى دفع أسعار عالية لليوركشاير تيرير المختلطة مع سلالات أخرى متنوعة، والتي تُوصف بكلمة مركبة تتكون من مقطع (أو أصوات) من يوركشاير تيرير واسم السلالة للوالد الآخر. يمكن العثور على بعض هذه المخلوقات ذات الأسماء المركبة في قائمة السلالات المختلطة من الكلاب.
تيرير بيوير، الذي تم تربيته من الجراء الزرقاء والبيضاء والذهبية التي تحمل اسم شنيفلوركه وشنيفلوركن فون فريدهيك، المملوكة من قبل السيد والسيدة بيوير في ألمانيا, كان يُعتبر سابقًا تنوعًا من يوركشاير تيرير ولكن تم التعرف عليه منذ ذلك الحين كسلالة منفصلة من قبل العديد من نوادي الكلاب، بما في ذلك AKC.

## يوركشاير تيرير البارزين

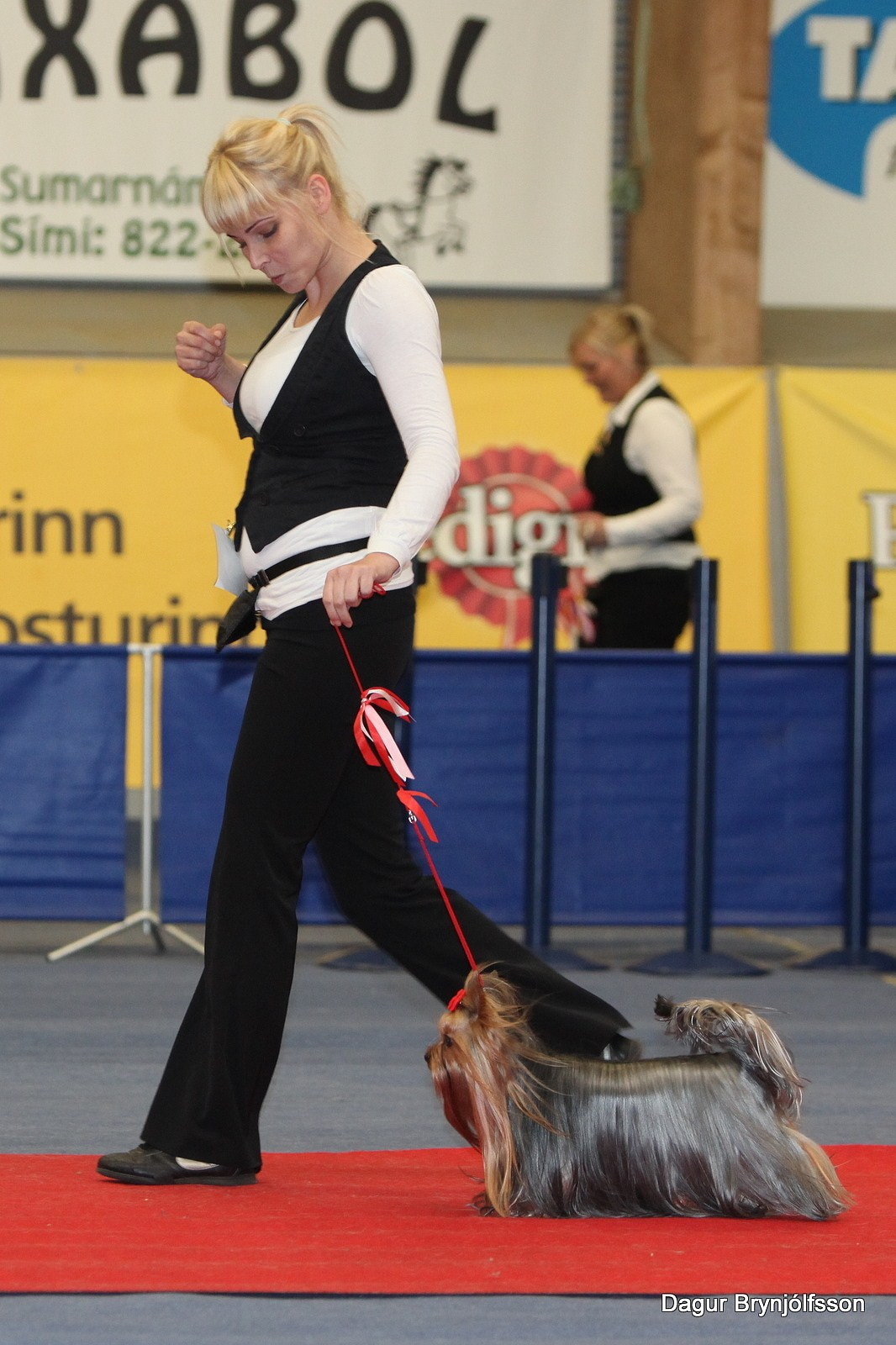
يوركشاير تيرير يتم عرضه في معرض في أكتوبر 2009

- في عام 1997، أصبح البطل أوزميليون ميسيفيكيشن أول يوركي يفوز بجائزة أفضل عرض في كرَفتس، أكبر معرض للكلاب السنوي في العالم.[58][59]
- سيلفيا، يوركشاير تيرير بحجم صندوق الثقاب، كانت مملوكة من قبل آرثر ماربلز من بلاكبيرن، إنجلترا، وكانت أصغر كلب في التاريخ المسجل. توفيت الكلبة في عام 1945 عندما كانت في الثانية من عمرها، حيث كانت تقف 2 1⁄2 بوصة (6.4 سـم) ارتفاعًا عند الكتف، وتقيس 3 1⁄2 بوصة (8.9 سـم) من طرف الأنف إلى الذيل، ووزنها 4 أونصة (110 غ).[60][61]
- سموكي، كلب حرب وبطل من الحرب العالمية الثانية، كان مملوكًا لـ ويليام وين من كليفلاند، أوهايو. قام وين بتبني سموكي أثناء خدمته مع القوة الجوية الخامسة في المحيط الهادئ.[62]
- باشا، يوركي تيرير الخاص بـ تريشيا نيكسون كوكس، عاش في البيت الأبيض خلال رئاسة ريتشارد نيكسون.[63]